# 九九式雙發輕轟炸機
九九式雙發輕轟炸機（日语：九九式双発軽爆撃機）是1937年，日本帝國陸軍受到在中國戰場出現的蘇製SB-2輕型轟炸機的影響，要求川崎航空機研發的新式輕型轟炸機，此乃九九式雙發輕轟炸機(Ki-48)的由來。

## 設計特點
此機為金屬製中單翼機，後三點式起落架，機身前部為較粗的炸彈艙，後部為較细的機尾，1939年原型機試飛時機尾有振動，故要加強機尾結構強度和加大垂直尾翼面積。此機的主翼設計來自先前失敗的Ki-45雙引擎戰機，優秀的設計後來也被Ki-45改二式複座戰鬥機屠龍所採用。另外，本機的零件有許多均與屠龍互相通用，生產設備僅需要做些許修改就可以使用，這也對Ki-45改的生產速度提升做出了貢獻。同樣的主翼設計概念，在小修正後也被後繼的Ki-62、Ki-102、Ki-106所繼承下去。
比起載彈量跟續航力，九九式更重視的是與戰鬥機同等的速度與運動性能，主要任務為擊破機場地面上的敵軍戰機，以及對敵軍地上部隊進行反覆攻擊。由此可以看出日本陸軍對於九九式獨特的戰術運用思想。

## 主要型號
- 九九式一型：九九式基本型，共生產了557架。

- 九九式二型甲：改用更大馬力發動機以增加載彈量，改用更大口徑防衛機槍並加大航程。

- 九九式二型乙：在機翼加上減速板以作為俯衝轟炸機，九九式二型共生產了1,408架。

## 基本資料(九九式二型甲)
- 乘員: 4名（駕駛員、轟炸定向員、射手〔前後各一員〕）
- 機長: 12.75米
- 翼展: 17.45米
- 機高: 3.8米
- 翼面積: 40平方米
- 空重: 4,550公斤
- 載重: 6,500公斤
- 最大起飛重量: 6,750公斤
- 發動機: 兩具中島Ha-115氣冷式發動機（各1,130匹馬力）
- 最快時速: 505公里/小時（在5,600米高空）
- 航程: 2,400公里
- 昇限: 10,100米
- 武裝:3挺八九式機槍和800公斤炸彈

## 實戰

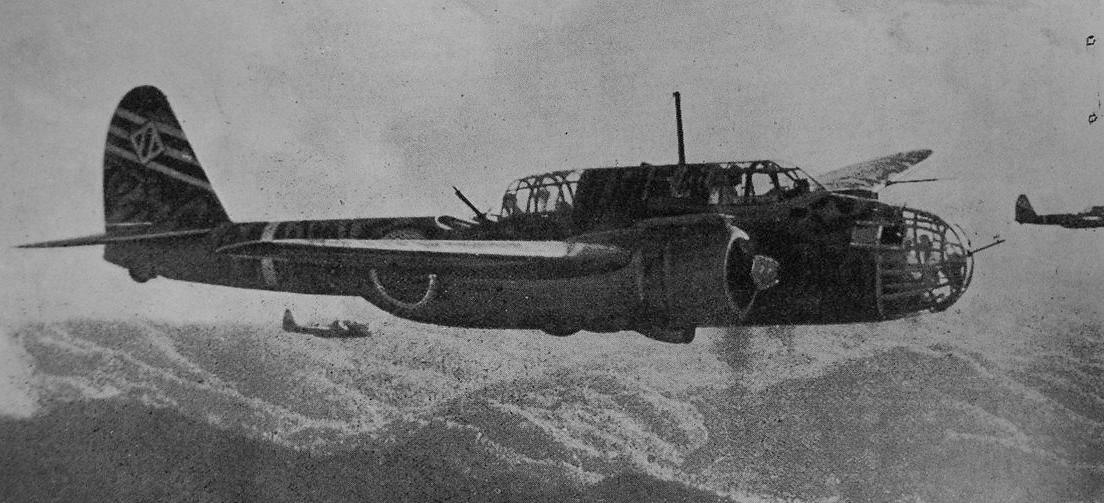
九九式雙發輕轟炸機

1940年7月投入中國戰場，日軍第16戰隊首先來到中國山東濟南，山西運城和河南新鄉，第90戰隊也來到中國湖北漢口和宜昌，第8戰隊進駐緬甸，1943年6月6日，一隊九九式雙發轟炸機空襲中國空軍梁山基地，當中有3架被中國空軍飛行員周志開擊落，太平洋戰爭爆發後，此機轉戰南洋各戰區，當中最南曾空襲澳洲達爾文港，後來盟軍各種新式戰鬥機相繼出現，此機不敵唯有退居二線，不過此機也曾參與沖繩戰役。

## 使用者
日本
- 日本帝國陸軍航空隊

 中華民國

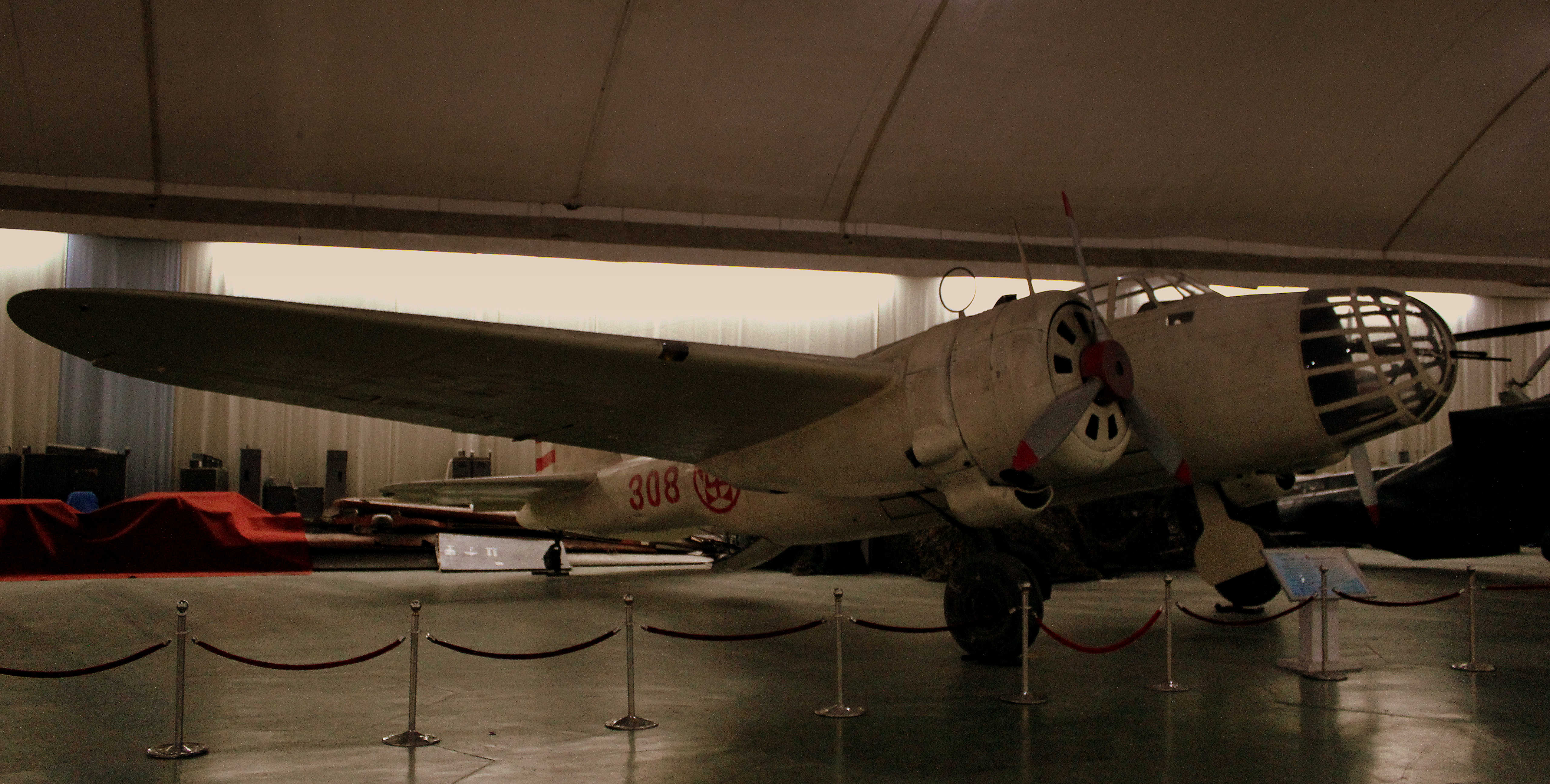
現藏於北京小湯山航空博物館的中國解放軍九九式雙發輕轟炸機

- 抗戰勝利後，九九式雙輕轟炸機是留在中國最多的日軍轟炸機，1945年10月，中華民國空軍第6大隊第5中隊裝備了九九式，駐防在北平南苑機場，曾參加國共內戰至1946年6月

 中华人民共和国
- 中國人民解放軍也在東北找到一架九九式雙輕轟炸機，它在第7航校使用至1952年，現藏於北京小湯山航空博物館

## 外部連結
- 我空軍第6大隊所使用的兩種日本降機
- Ki-48在中國[永久]

1. ↑      秋元実「にっぽん陸海軍『ダイブボマー』戦功始末」      潮書房『丸』1993年7月号 No.567